# Скоростная дорога R1 (Словакия)
Скоростная дорога R1 (словац. Rýchlostná cesta R1) — словацкая автотрасса, начинающаяся в Трнаве (D1) и заканчивающаяся в Ружомбероке (D1). Проходит по плану через города Нитра, Гронский-Бенядик, Жарновица, Жьяр-над-Гроном (R2/R3), Зволен и Банска-Бистрица. Из 262 км построено 170 км, в плане достроить ещё 92 км. Ранее маршрут планировалось назвать D65, однако в 1999 году номенклатура автомагистралей и автотрасс была изменена. R1 входит в состав европейских маршрутов E 58, E 7, E 571 и E 572.

## История
Строительство автотрассы R1 началось в 1970-е годы. Независимо друг от друга началось строительство участков дорог I-51 (Трнава — Баб) и I-66 (Банска-Бистрица — Ковачова). Тогда они не считались скоростными и относились к дорогам 1-го класса. В 1980-е годы был построен участок Шашовске-Подградие — Будча, а участок Трнава — Баб бы готов только на половину, поэтому в середине 1990-х годов стали строить четырёхполосную трассу. Открытие участка длиной 23,2 км состоялось 15 июля 2000.
В конце 1990-х годов началось строительство участка в Погронье. Ещё в 1996 году начали строить объезд около Жарновицы. Он был построен в два этапа и полностью введён в эксплуатацию 25 октября 2006 года. 10 декабря 1997 года началось поэтапное строительство участка Тековске-Немце — Рудно-над-Гроном, которое завершилось 28 октября 2003 года. Участок Рудно-над-Гроном — Жарновица строился с 7 июля 2004 по 25 октября 2006 года, участок Будча — Ковачова с 1 июля 2001 по 5 ноября 2004 года. В марте 2008 года началось строительство недостающего участка Жарновица — Шашовске-Подградие. Оно должно было завершиться к июню 2010 года, но открылся участок только 20 января 2011 года.
Участки между Нитрой и Тековске-Немце, а также северным объездом Бански-Бистрицы являются частью второго пакета проектов компании PPP. Контракт на строительство скоростной автотрассы был подписан в апреле 2009 года, после чего началась подготовительная работа по вырубу деревьев и прокладывании инженерных коммуникаций. 27 августа 2009 года было объявлено, что финансирование будет осуществляться за счёт капитала частного предприятия Granvia Company, Inc., которое как концессионер обязалось спланировать проект, построить дорогу и обеспечить её эксплуатацию на протяжении 30 лет. Стоимость участков составила 800 млн. евро.
В 2009 году началось рассмотрение вопроса о возможном расширении дороги вплоть до Ружомберока, чтобы соединить автотрассу R1 с автомагистралью D1. Были разработаны предварительные планы, которые включали в себя строительство ряда мостов и туннелей, но строительство участка Банска-Бистрица — Ружомберок потребовало бы значительных финансовых вложений. В 2012 году министр транспорта Ян Початек заявил, что можно достроить дорогу в рамках PPP-проектов. План дальнейшего строительства автомагистралей и автострад Словакии был представлен осенью 2012 года.

## Участки
| Участок                           | Протяжённость | Начало строительства | Окончание строительства |
| --------------------------------- | ------------- | -------------------- | ----------------------- |
| Мост-при-Братиславе – Середь      | 41 км         | 2019                 | 2023                    |
| Трнава – Середь                   | 13,1 км       | 1983                 | 15 июля 2000            |
| Середь – Баб                      | 10,100 км     | 1983                 | 15 июля 2000            |
| Баб – Нитра                       | 18,600 км     | 1970-е               | 1980                    |
| Нитра – Селенец                   | 12,589 км     | Апрель 2009          | 28 октября 2011         |
| Селенец – Беладице                | 18,967 км     | Апрель 2009          | 28 октября 2011         |
| Беладице – Тековске-Немце         | 14,310 км     | Апрель 2009          | 28 октября 2011         |
| Тековске-Немце – Рудно-над-Гроном | 13,300 км     | 10 декабря 1997      | 28 октября 2003         |
| Рудно-над-Гроном – Жарновица      | 5,485 км      | 7 июля 2004          | 25 октября 2006         |
| Жарновица (объезд)                | 5,500 км      | 10 декабря 1997      | 25 октября 2006         |
| Жарновица – Шашовске-Подградие    | 18,047 км     | Март 2008            | Январь 2011             |
| Шашовске-Подградие – Будча        | 17,200 км     | 1980-е               | 1980-е                  |
| Будча – Ковачова                  | 2,855 км      | 1 июля 2001          | 5 ноября 2004           |
| Ковачова – Банска-Бистрица        | 18,200 км     | 1970-е               | 1980-е                  |
| Банска-Бистрица (северный объезд) | 5,672 км      | Апрель 2009          | Июль 2012               |
| Банска-Бистрица – Ружомберок      | 50,100 км     | 2019                 | 2024                    |